# Mellenbach
Mellenbach är ett vattendrag i Österrike.   Det ligger i distriktet Bregenz och förbundslandet Vorarlberg, i den västra delen av landet, 500 km väster om huvudstaden Wien.
I omgivningarna runt Mellenbach växer i huvudsak blandskog. Runt Mellenbach är det ganska tätbefolkat, med 144 invånare per kvadratkilometer.